# جام جهانی والیبال مردان ۲۰۰۳
اف‌آی‌وی‌بی جام جهانی والیبال مردان ۲۰۰۳ دهمین دوره از جام جهانی مردان می‌باشد که از ۱۶ تا ۳۰ نوامبر ۲۰۰۳ در ژاپن برگزار گردید.
دوازده تیم ملی مردان در شهرهای سراسر ژاپن برای به دست آوردن بلیط خط سریع به المپیک تابستانی ۲۰۰۴ در آتن، یونان بازی کردند. تیم‌ها به صورت زیر برگزیده شدند: میزبان ژاپن، قهرمان‌ها و نائب قهرمان‌های اروپا، آسیا، آمریکای شمالی و مرکزی و آمریکای جنوبی، آفریقا به همراه دو تیم با وایلد کارت که به‌طور مشترک توسط FIVB و انجمن والیبال ژاپن معرفی شدند. تیم‌ها در دو گروه موازی (موقعیت A و موقعیت B) به صورت دوره‌ای چرخشی (در کل ۶۶ بازی) بازی کردند. این مردان در توکیو، هیروشیما، فوکوئوکا، ناگانو، هاماماتسو و اوکایاما بازی کردند. ژاپن از سال ۱۹۷۷ میزبان سنتی مسابقات است.

## راه‌یابی
| - ژاپن – میزبان - تونس – قهرمان آفریقا - کره جنوبی – قهرمان آسیا - ایتالیا – قهرمان اروپا - ایالات متحده آمریکا – قهرمان آمریکای شمالی و مرکزی - برزیل – قهرمان آمریکای جنوبی | - چین – نائب قهرمان آسیا - فرانسه – نائب قهرمان اروپا - کانادا – نائب قهرمان آمریکای شمالی و مرکزی - ونزوئلا – نائب قهرمان آمریکای جنوبی - صربستان و مونته‌نگرو – وایلد کارت - مصر – وایلد کارت |

## نتایج
| رتبه | تیم                 | امتیازات | برد | باخت | ست برده | ست باخته | میانگین | امتیاز برده | امتیاز باخته | میانگین |
| ---- | ------------------- | -------- | --- | ---- | ------- | -------- | ------- | ----------- | ------------ | ------- |
| ۱    | برزیل               | ۲۲       | ۱۱  | ۰    | ۳۳      | ۴        | ۸٫۲۵۰   | ۹۱۶         | ۷۲۰          | ۱٫۲۷۲   |
| ۲    | ایتالیا             | ۲۰       | ۹   | ۲    | ۲۹      | ۸        | ۳٫۶۲۵   | ۹۱۰         | ۷۶۲          | ۱٫۱۹۴   |
| ۳    | صربستان و مونته‌نگرو | ۲۰       | ۹   | ۲    | ۲۹      | ۱۰       | ۲٫۹۰۰   | ۹۵۱         | ۸۴۲          | ۱٫۱۲۹   |
| ۴    | ایالات متحده آمریکا | ۱۹       | ۸   | ۳    | ۲۴      | ۱۳       | ۱٫۸۴۶   | ۸۸۳         | ۷۹۴          | ۱٫۱۱۲   |
| ۵    | فرانسه              | ۱۸       | ۷   | ۴    | ۲۴      | ۱۶       | ۱٫۵۰۰   | ۹۵۰         | ۸۶۸          | ۱٫۰۹۴   |
| ۶    | کرهٔ جنوبی           | ۱۶       | ۵   | ۶    | ۲۰      | ۲۰       | ۱٫۰۰۰   | ۹۰۹         | ۹۱۵          | ۰٫۹۹۳   |
| ۷    | کانادا              | ۱۶       | ۵   | ۶    | ۱۸      | ۲۳       | ۰٫۷۸۳   | ۸۸۳         | ۹۵۴          | ۰٫۹۲۶   |
| ۸    | ونزوئلا             | ۱۵       | ۴   | ۷    | ۱۴      | ۲۳       | ۰٫۶۰۹   | ۸۳۲         | ۸۹۳          | ۰٫۹۳۲   |
| ۹    | ژاپن                | ۱۴       | ۳   | ۸    | ۱۴      | ۲۷       | ۰٫۵۱۹   | ۸۷۹         | ۹۴۸          | ۰٫۹۲۷   |
| ۱۰   | چین                 | ۱۳       | ۲   | ۹    | ۱۳      | ۲۸       | ۰٫۴۶۴   | ۸۹۸         | ۱٫۰۱۲        | ۰٫۸۸۷   |
| ۱۱   | تونس                | ۱۳       | ۲   | ۹    | ۹       | ۳۰       | ۰٫۳۰۰   | ۸۰۳         | ۹۳۲          | ۰٫۸۶۲   |
| ۱۲   | مصر                 | ۱۲       | ۱   | ۱۰   | ۷       | ۳۲       | ۰٫۲۱۹   | ۷۸۷         | ۹۶۱          | ۰٫۸۱۹   |

### دور یکم

#### موقعیت A
- میزبان: ورزشگاه ملی یویوگی در توکیو
  - یک‌شنبه ۱۶ نوامبر

|        |       |                     |                   |  |
| چین    | ۰ – ۳ | صربستان و مونته‌نگرو | ۱۶–۲۵ ۱۶–۲۵ ۲۴–۲۶ |  |
| کانادا | ۰ – ۳ | ایالات متحده آمریکا | ۱۷–۲۵ ۱۷–۲۵ ۱۷–۲۵ |  |
| ژاپن   | ۳ – ۰ | مصر                 | ۲۵–۲۰ ۲۵–۱۷ ۲۵–۲۳ |  |

- - دوشنبه ۱۷ نوامبر

|                     |       |                     |                         |  |
| مصر                 | ۰ – ۳ | کانادا              | ۲۲–۲۵ ۱۶–۲۵ ۲۰–۲۵       |  |
| صربستان و مونته‌نگرو | ۳ – ۰ | ایالات متحده آمریکا | ۲۶–۲۴ ۲۵–۲۱ ۲۵–۲۲       |  |
| ژاپن                | ۳ – ۱ | چین                 | ۲۳–۲۵ ۲۵–۲۱ ۲۵–۱۸ ۲۵–۲۰ |  |

- - سه‌شنبه ۱۸ نوامبر

|                     |       |      |                         |  |
| ایالات متحده آمریکا | ۳ – ۱ | چین  | ۲۳–۲۵ ۲۵–۲۰ ۲۵–۲۰ ۲۵–۱۹ |  |
| صربستان و مونته‌نگرو | ۳ – ۱ | مصر  | ۲۸–۳۰ ۲۵–۱۸ ۲۵–۲۱ ۲۵–۱۲ |  |
| کانادا              | ۲ – ۳ | ژاپن | ۲۱–۲۵ ۱۶–۲۵ ۲۷–۲۵ ۲۵–۲۰ |  |

#### موقعیت B
- میزبان: White Ring در ناگانو
  - یک‌شنبه ۱۶ نوامبر

|           |       |         |                   |  |
| ایتالیا   | ۳ – ۰ | تونس    | ۲۵–۱۶ ۲۵–۱۳ ۲۵–۲۳ |  |
| فرانسه    | ۳ – ۰ | ونزوئلا | ۲۵–۲۳ ۲۵–۲۱ ۲۵–۲۱ |  |
| کرهٔ جنوبی | ۰ – ۳ | برزیل   | ۲۱–۲۵ ۱۹–۲۵ ۱۷–۲۵ |  |

- - دوشنبه ۱۷ نوامبر

|         |       |           |                         |  |
| تونس    | ۰ – ۳ | کرهٔ جنوبی | ۱۹–۲۵ ۲۰–۲۵ ۲۶–۲۸       |  |
| ونزوئلا | ۰ – ۳ | ایتالیا   | ۲۱–۲۵ ۱۵–۲۵ ۱۵–۲۵       |  |
| فرانسه  | ۱ – ۳ | برزیل     | ۲۶–۲۴ ۲۱–۲۵ ۲۰–۲۵ ۲۲–۲۵ |  |

- - سه‌شنبه ۱۸ نوامبر

|         |       |           |                               |  |
| برزیل   | ۳ – ۰ | ونزوئلا   | ۲۵–۱۹ ۲۵–۱۶ ۲۵–۲۰             |  |
| فرانسه  | ۳ – ۲ | تونس      | ۲۳–۲۵ ۲۳–۲۵ ۲۵–۱۸ ۲۵–۲۱ ۱۸–۱۶ |  |
| ایتالیا | ۳ – ۱ | کرهٔ جنوبی | ۲۵–۱۸ ۲۱–۲۵ ۲۵–۱۸ ۲۵–۲۱       |  |

### دور دوم

#### موقعیت A
- میزبان: سالن سبز هیروشیما در هیروشیما
  - پنج‌شنبه ۲۰ نوامبر

|                     |       |        |                         |  |
| صربستان و مونته‌نگرو | ۳ – ۱ | کانادا | ۲۵–۱۴ ۲۳–۲۵ ۲۵–۲۰ ۲۶–۲۴ |  |
| مصر                 | ۰ – ۳ | چین    | ۲۲–۲۵ ۲۰–۲۵ ۲۹–۳۱       |  |
| ایالات متحده آمریکا | ۳ – ۱ | ژاپن   | ۱۹–۲۵ ۲۵–۱۴ ۲۵–۲۳ ۲۵–۱۹ |  |

- - آدینه ۲۱ نوامبر

|                     |       |                     |                               |  |
| ایالات متحده آمریکا | ۳ – ۱ | مصر                 | ۲۵–۲۲ ۲۵–۱۹ ۲۲–۲۵ ۲۵–۱۴       |  |
| چین                 | ۲ – ۳ | کانادا              | ۲۳–۲۵ ۲۶–۲۴ ۳۶–۳۴ ۲۲–۲۵ ۱۳–۱۵ |  |
| ژاپن                | ۱ – ۳ | صربستان و مونته‌نگرو | ۲۵–۲۱ ۱۸–۲۵ ۲۲–۲۵ ۲۰–۲۵       |  |

#### موقعیت B
- میزبان: هاماماتسو آرنا در هاماماتسو
  - پنج‌شنبه ۲۰ نوامبر

|           |       |         |                         |  |
| کرهٔ جنوبی | ۳ – ۱ | فرانسه  | ۲۰–۲۵ ۲۵–۲۳ ۲۵–۲۳ ۲۵–۲۱ |  |
| تونس      | ۰ – ۳ | ونزوئلا | ۲۳–۲۵ ۲۱–۲۵ ۲۲–۲۵       |  |
| برزیل     | ۳ – ۱ | ایتالیا | ۲۵–۱۸ ۲۶–۲۴ ۲۰–۲۵ ۲۵–۲۲ |  |

- - آدینه ۲۱ نوامبر

|         |       |           |                         |  |
| ایتالیا | ۳ – ۰ | فرانسه    | ۲۵–۲۲ ۲۶–۲۴ ۲۵–۲۰       |  |
| ونزوئلا | ۱ – ۳ | کرهٔ جنوبی | ۲۱–۲۵ ۲۲–۲۵ ۲۵–۲۳ ۲۴–۲۶ |  |
| برزیل   | ۳ – ۰ | تونس      | ۲۵–۱۷ ۲۵–۱۶ ۲۵–۱۱       |  |

### دور سوم

#### موقعیت A
- میزبان:  Marine Messe  در فوکوئوکا
  - یک‌شنبه ۲۳ نوامبر

|                     |       |           |                   |  |
| ایالات متحده آمریکا | ۳ – ۰ | تونس      | ۲۵–۱۳ ۲۵–۱۷ ۲۵–۲۲ |  |
| صربستان و مونته‌نگرو | ۳ – ۰ | کرهٔ جنوبی | ۲۷–۲۵ ۲۵–۲۰ ۲۶–۲۴ |  |
| ژاپن                | ۰ – ۳ | ونزوئلا   | ۲۰–۲۵ ۱۸–۲۵ ۲۳–۲۵ |  |

- - دوشنبه ۲۴ نوامبر

|                     |       |           |                               |  |
| ایالات متحده آمریکا | ۳ – ۰ | کرهٔ جنوبی | ۲۵–۲۰ ۲۵–۲۰ ۲۵–۱۷             |  |
| صربستان و مونته‌نگرو | ۳ – ۰ | ونزوئلا   | ۲۵–۲۳ ۲۵–۲۲ ۲۵–۱۸             |  |
| ژاپن                | ۲ – ۳ | تونس      | ۲۵–۲۳ ۲۵–۲۲ ۲۲–۲۵ ۲۱–۲۵ ۱۰–۱۵ |  |

- - سه‌شنبه ۲۷ نوامبر

|                     |       |           |                   |  |
| صربستان و مونته‌نگرو | ۳ – ۰ | تونس      | ۲۵–۱۶ ۲۵–۱۴ ۲۵–۲۱ |  |
| ایالات متحده آمریکا | ۳ – ۰ | ونزوئلا   | ۲۸–۲۶ ۲۵–۱۶ ۲۵–۲۳ |  |
| ژاپن                | ۰ – ۳ | کرهٔ جنوبی | ۲۲–۲۵ ۱۳–۲۵ ۲۳–۲۵ |  |

#### موقعیت B
- میزبان: Okayama General and Cultural Gymnasium در اوکایاما
  - یک‌شنبه ۲۳ نوامبر

|         |       |        |                         |  |
| ایتالیا | ۳ – ۰ | کانادا | ۲۵–۲۲ ۲۵–۱۹ ۲۵–۲۰       |  |
| برزیل   | ۳ – ۱ | چین    | ۲۵–۲۱ ۲۵–۲۰ ۲۳–۲۵ ۲۵–۱۸ |  |
| فرانسه  | ۳ – ۰ | مصر    | ۲۵–۱۵ ۲۵–۲۳ ۲۵–۱۵       |  |

- - دوشنبه ۲۴ نوامبر

|         |       |        |                         |  |
| برزیل   | ۳ – ۰ | کانادا | ۲۵–۱۳ ۲۵–۱۷ ۲۵–۱۴       |  |
| ایتالیا | ۳ – ۰ | مصر    | ۲۵–۱۶ ۲۵–۱۶ ۲۵–۱۷       |  |
| فرانسه  | ۳ – ۱ | چین    | ۲۵–۱۶ ۲۵–۱۴ ۲۴–۲۶ ۲۵–۱۹ |  |

- - یک‌شنبه ۲۵ نوامبر

|         |       |        |                   |  |
| ایتالیا | ۳ – ۰ | چین    | ۲۵–۱۵ ۲۵–۱۵ ۲۵–۲۰ |  |
| برزیل   | ۳ – ۰ | مصر    | ۲۵–۲۰ ۲۵–۲۰ ۲۵–۱۳ |  |
| فرانسه  | ۳ – ۰ | کانادا | ۲۵–۱۹ ۲۵–۲۰ ۲۵–۱۶ |  |

### دور چهارم

#### موقعیت A
- میزبان: ورزشگاه ملی یویوگی در توکیو
  - آدینه ۲۸ نوامبر

|                     |       |         |                         |  |
| ایالات متحده آمریکا | ۰ – ۳ | ایتالیا | ۱۲–۲۵ ۲۷–۲۹ ۲۲–۲۵       |  |
| صربستان و مونته‌نگرو | ۱ – ۳ | برزیل   | ۲۵–۲۳ ۲۱–۲۵ ۲۱–۲۵ ۲۱–۲۵ |  |
| ژاپن                | ۰ – ۳ | فرانسه  | ۲۳–۲۵ ۱۸–۲۵ ۲۱–۲۵       |  |

- - شنبه ۲۹ نوامبر

|                     |       |         |                         |  |
| ایالات متحده آمریکا | ۰ – ۳ | برزیل   | ۲۰–۲۵ ۲۱–۲۵ ۲۳–۲۵       |  |
| صربستان و مونته‌نگرو | ۱ – ۳ | فرانسه  | ۱۸–۲۵ ۲۲–۲۵ ۲۵–۲۱ ۱۹–۲۵ |  |
| ژاپن                | ۱ – ۳ | ایتالیا | ۲۱–۲۵ ۲۵–۲۷ ۲۷–۲۵ ۲۰–۲۵ |  |

- - یک‌شنبه ۳۰ نوامبر

|                     |       |         |                         |  |
| صربستان و مونته‌نگرو | ۳ – ۱ | ایتالیا | ۲۵–۱۸ ۲۱–۲۵ ۳۰–۲۸ ۲۵–۲۲ |  |
| ایالات متحده آمریکا | ۳ – ۱ | فرانسه  | ۲۵–۱۹ ۲۰–۲۵ ۲۶–۲۴ ۲۸–۲۶ |  |
| ژاپن                | ۰ – ۳ | برزیل   | ۱۷–۲۵ ۲۰–۲۵ ۱۶–۲۵       |  |

#### موقعیت B
- میزبان: ورزشگاه متروپولیتن توکیو در توکیو
  - آدینه ۲۸ نوامبر

|           |       |        |                               |  |
| ونزوئلا   | ۳ – ۱ | چین    | ۲۳–۲۵ ۲۵–۲۲ ۲۸–۲۶ ۲۵–۲۰       |  |
| تونس      | ۰ – ۳ | کانادا | ۲۳–۲۵ ۲۰–۲۵ ۲۰–۲۵             |  |
| کرهٔ جنوبی | ۲ – ۳ | مصر    | ۲۰–۲۵ ۲۵–۲۱ ۲۵–۱۸ ۲۳–۲۵ ۱۱–۱۵ |  |

- - شنبه ۲۹ نوامبر

|           |       |        |                         |  |
| ونزوئلا   | ۱ – ۳ | کانادا | ۲۱–۲۵ ۲۵–۲۳ ۲۰–۲۵ ۲۱–۲۵ |  |
| تونس      | ۳ – ۱ | مصر    | ۲۵–۲۰ ۲۵–۱۹ ۲۳–۲۵ ۲۵–۱۶ |  |
| کرهٔ جنوبی | ۳ – ۰ | چین    | ۲۵–۱۹ ۲۵–۲۱ ۲۶–۲۴       |  |

- - یک‌شنبه ۳۰ نوامبر

|           |       |        |                               |  |
| ونزوئلا   | ۳ – ۱ | مصر    | ۳۱–۲۹ ۲۵–۲۳ ۲۲–۲۵ ۲۵–۲۱       |  |
| تونس      | ۱ – ۳ | چین    | ۱۷–۲۵ ۲۶–۲۴ ۲۵–۲۷ ۲۹–۳۱       |  |
| کرهٔ جنوبی | ۲ – ۳ | کانادا | ۳۰–۲۸ ۲۴–۲۶ ۲۵–۲۰ ۲۵–۲۷ ۱۳–۱۵ |  |

## رده‌بندی نهایی
| رتبه | تیم                 |
| ---- | ------------------- |
| 1    | برزیل               |
| 2    | ایتالیا             |
| 3    | صربستان و مونته‌نگرو |
| ۴    | ایالات متحده آمریکا |
| ۵    | فرانسه              |
| ۶    | کرهٔ جنوبی           |
| ۷    | کانادا              |
| ۸    | ونزوئلا             |
| ۹    | ژاپن                |
| ۱۰   | چین                 |
| ۱۱   | تونس                |
| ۱۲   | مصر                 |

|  | راه‌یابی به المپیک تابستانی ۲۰۰۴ |

| قهرمان جام جهانی ۲۰۰۳  |
| ---------------------- |
| · برزیل · نخستین عنوان |

| فهرست ۱۲ نفره |
| جیووانی گاویو، آندره هلر، مائوریسیو لیما، جیبا، آندره ناسیمنتو، سرجیو سانتوس، اندرسون رودریگز، نالبرت بیتنکورت (c)، گوستاوو اندرس، رودریگو سانتانا، ریکاردو گارسیا، دانته آمارال |
| سرمربی |
| برناردو رزنده |

## جوایز
| - باارزش‌ترین بازیکن تاکاهیرو یاماموتو - امتیاز آوترین بازیکن تاکاهیرو یاماموتو - بهترین اسپک زننده جیووانی گاویو - بهترین دفاع کننده میانی آندریا گریچ | - بهترین سرویس زننده آندره‌آ سارتورتی - بهترین پاسور نیکولا گربیچ - بهترین لیبرو سرجیو سانتوس - جذاب‌ترین بازیکن دایسوکه اوسامی |